# БРИКС
БРИКС (енгл. BRICS; раније БРИК, енгл. BRIC) је енглеска скраћеница и економски појам који се односи на растући развој привредног потенцијала Бразила, Русије, Индије, Кине и Јужноафричке Републике (Brazil, Russia, India, China, South Africa). Имплицитно, тиче се економског савезништва ових комплементарних привреда. Појам је увео Џим О’Нил из корпорације за глобална финансијска истраживања Голдман Сакс, а врло брзо је прихваћен у јавности, нарочито у медијима, до те мјере да га већина извора вијести из глобалних финансија користе без много објашњења. Састанак званичника ових држава, одржан на љето 2008. године у Јекатеринбургу, назван је самит БРИК (енгл. BRIC summit).
Групу су првобитно чиниле Бразил, Русија, Индија и Кина. Јужноафричка Република је члан ове групе од 13. априла 2011.
Почетком 2023. године, постојећих 5 чланица БРИКС-а је у смислу бруто домаћег производа (БДП) израчунатог на основу паритета куповне моћи (ПКМ) надмашило чланице Г7, чинећи око 31,5 глобалног БДП-а.
БРИКС ће, заједно са 6 нових чланица, имати удео у око 37,3% светског БДП-а и 46% популације. Удео чланица БРИКС-а у производњи нафте у свету износиће око 43,1%.

## Самит у Бразилу 2014
На самиту БРИКС-а одржаном у Бразилу 2014. донето је неколико важних одлука, међу којима и одлука о оснивању нове Развојне банке и заједничког монетарног фонда који ће бити пандан ММФ-у. Како је на Самиту изјавио руски председник Владимир Путин, ови пројекти обезбедиће независност земаља БРИКС-а од финансијске политике западних држава. Почетан капитал развојне банке је 50 милијарди долара. Уругвај и Бангладеш су се прикључили Развојној банци, иако нису чланови БРИКС-а.

## Самит у Јужноафричкој Републици 2023
Током 15. самита организације, председник Јужноафричке Републике Сирил Рамафоса изјавио је да су Аргентина, Египат, Етиопија, Иран, Саудијска Арабија и УАЕ, који су раније поднели захтев за чланство, добили званичне позивнице за придруживање организацији. Њихово пуноправно чланство ступа на снагу 1. јануара 2024. године.
Циљ најновије експанзије се описује као део плана за изградњу „мултиполарног” светског поретка који ставља акценат на до сада пригушене гласове Глобалног Југа и доводи их у центар светске агенде.

## Чланице

### Будућа експанзија
Неколико држава Азије, Африке и Латинске Америке је поднело захтев за придруживање:
- Азербејџан
- Бангладеш
- Бахреин
- Белорусија[14]
- Боливија
- Венецуела
- Вијетнам
- Зимбабве
- Јемен
- Казахстан[15]
- Куба
- Кувајт
- Малезија
- Пакистан
- Палестина
- Сенегал[16]
- Сирија
- Тајланд[16]
- Турска

Две државе су предале захтев за придруживање, али су га накнадно повукле:
- Алжир
- Аргентина

Поред тога, више држава је неформално изразило жељу за придруживањем:
- Авганистан
- Ангола
- Буркина Фасо
- Вијетнам
- Гана
- Екваторијална Гвинеја
- Индонезија[19]
- Ирак
- Јужни Судан
- Камерун
- Колумбија
- ДР Конго
- Република Конго
- Лаос
- Либија
- Мали
- Мјанмар
- Нигерија
- Никарагва
- Перу
- Салвадор
- Судан
- Тунис
- Уганда
- Централноафричка Република
- Шри Ланка

## Галерија
- Тренутни лидери
- БРА
Луиз Инасио Лула да Силва, Председник
- РУС
Владимир Путин, Председник
- ИНД
Нарендра Моди, Премијер
- Кина
Си Ђинпинг, Председник
- ЈАР
Сирил Рамафоса, Председник